# Việt Lâm
Việt Lâm là một xã thuộc tỉnh Tuyên Quang, Việt Nam.

## Địa lý
Xã Việt Lâm có vị trí địa lý:
- Phía đông giáp thị trấn Vị Xuyên và thị trấn Nông trường Việt Lâm
- Phía tây giáp xã Quảng Ngần
- Phía nam giáp huyện Bắc Quang
- Phía bắc giáp xã Cao Bồ và xã Đạo Đức.

Xã Việt Lâm có diện tích 31,35 km², dân số năm 2019 là 4.708 người, mật độ dân số đạt 150 người/km².

## Hành chính
Xã Việt Lâm được chia thành 7 thôn, bản: Hát, Trang, Lèn, Dưới, Việt Thành, Vạt, Lùng Sinh.

## Lịch sử
Trước đây, Việt Lâm là một xã thuộc huyện Bắc Quang.
Ngày 18 tháng 11 năm 1983, Hội đồng Bộ trưởng ban hành Quyết định 136-HĐBT về việc chuyển xã Việt Lâm thuộc huyện Bắc Quang về huyện Vị Xuyên quản lý.
Ngày 29 tháng 8 năm 1994, Chính phủ ban hành Nghị định số 112/1994/NĐ-CP về việc thành lập thị trấn Vị Xuyên trên cơ sở điều chỉnh một phần diện tích và dân số của xã Việt Lâm.